# Krokočín

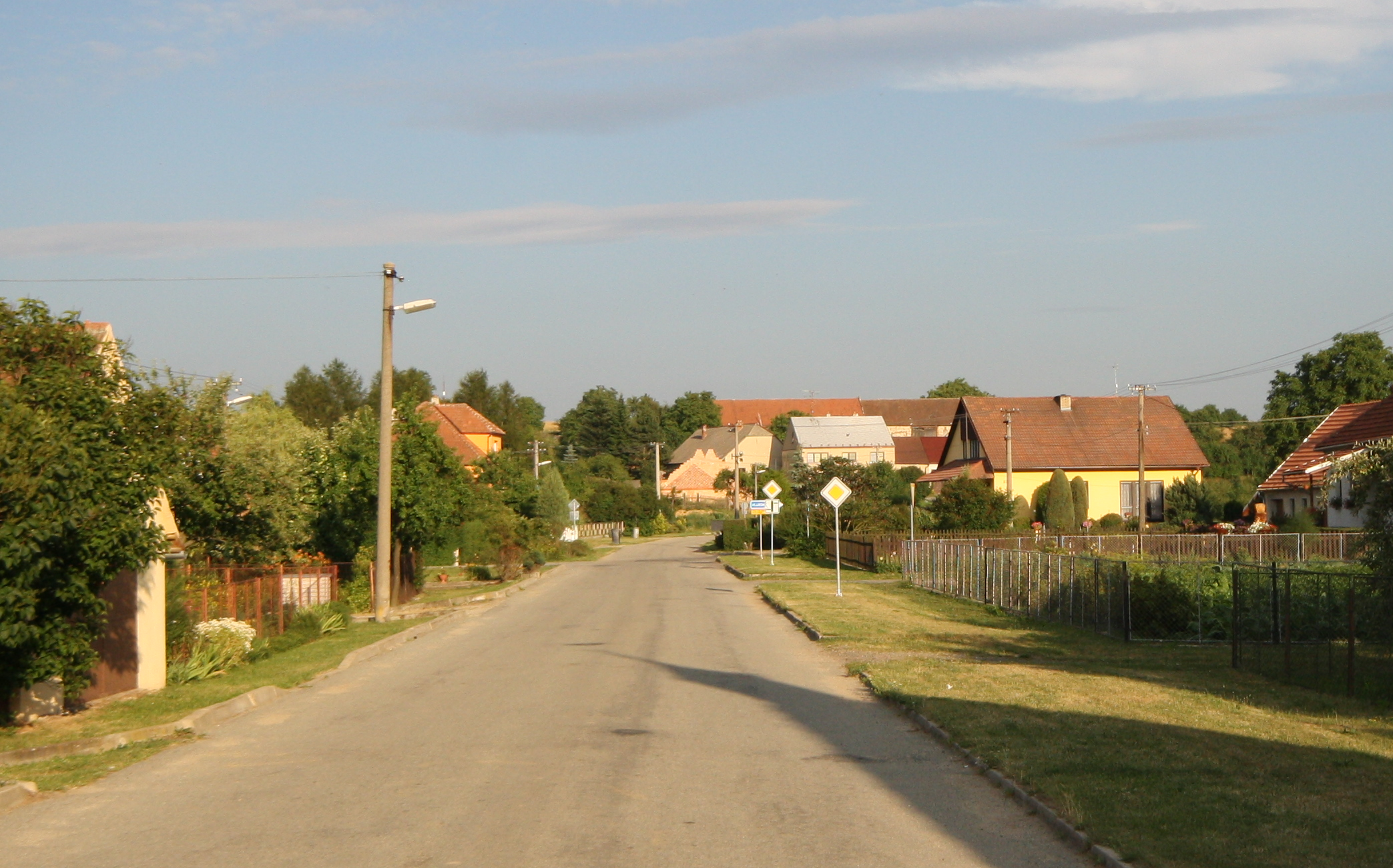
Ortszentrum

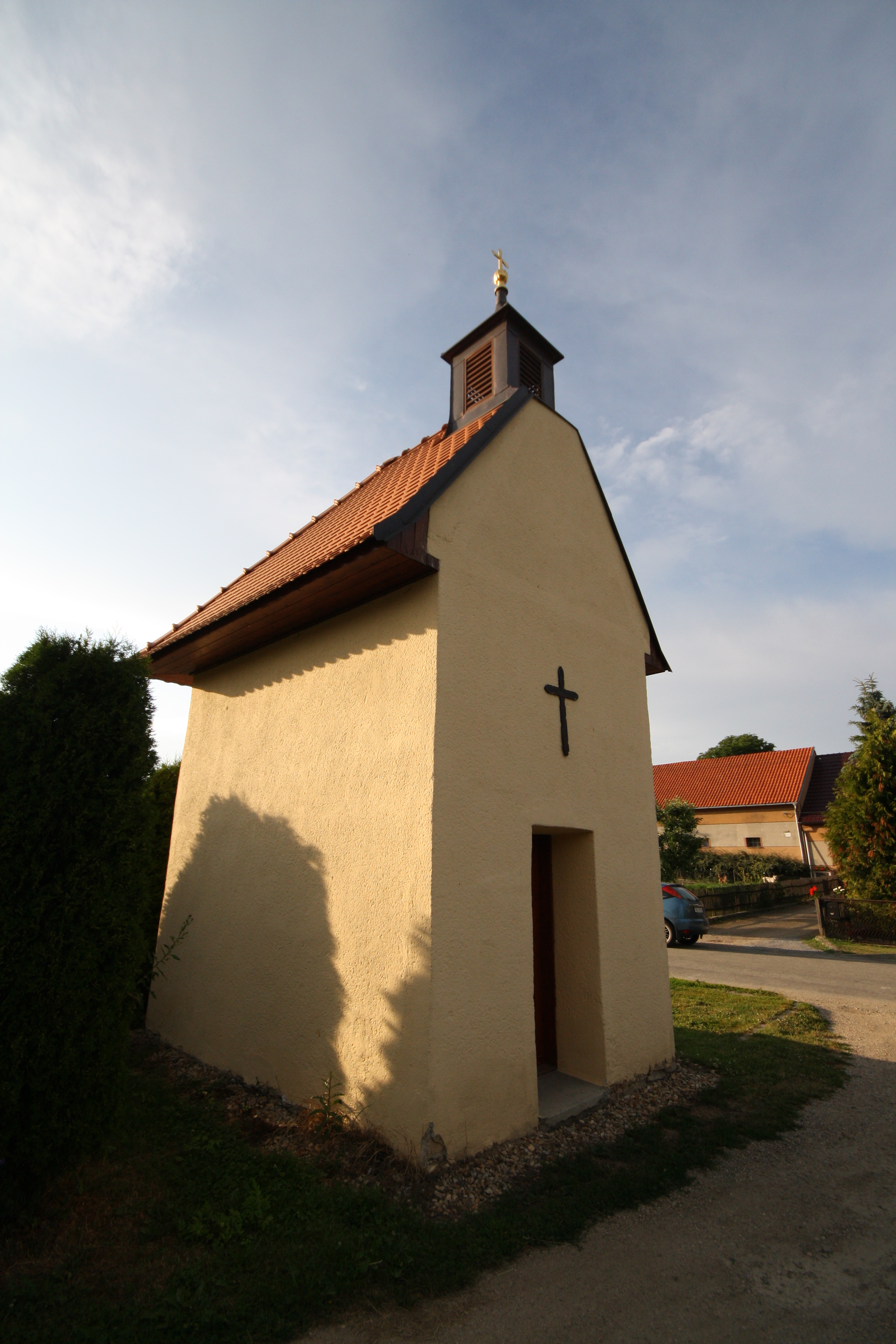
Kapelle der Jungfrau Maria

Krokočín (deutsch Krokotschin, auch Krokoczin) ist eine Gemeinde in Tschechien. Sie liegt fünf Kilometer südlich von Velká Bíteš und gehört zum Okres Třebíč.

## Geographie
Krokočín befindet sich rechtsseitig des Baches Chvojnice gegenüber der Einmündung des Ludvíkovský potok in den Ausläufern der Křižanovská vrchovina (Krischanauer Bergland) im Süden der Böhmisch-Mährischen Höhe. Nördlich erhebt sich die Ramaška (530 m n.m.), im Südosten die Krokočínská hůrka (498 m n.m.). In der Umgebung des Dorfes liegen zahlreiche Teiche.
Nachbarorte sind Velká Bíteš und Košíkov im Norden, Přibyslavice und Ludvíkov im Nordosten, Zálesná Zhoř im Osten, Stanoviště, Březina und Újezd u Rosic im Südosten, Horní Mlýn und Hluboké im Süden, Křemelík, Otradice und Jinošov im Südwesten, Pucov im Westen sowie Jasenice, Jindřichov und Demáčky im Nordwesten.

## Geschichte
Die erste urkundliche Erwähnung des Dorfes erfolgte 1350, als Jakob von Crococzin den Freihof Horky dem Kunzlin von Byteška überließ. Dieser verkaufte den Hof Horky 1359 an einen Rašek. Im Jahre 1437 gehörte Krokoczyn bereits zur Herrschaft Namiest, war aber an das Zisterzienserstift Saar verpfändet. 1492 tauschte das Stift Krokočín bei Jan Kladny von Olešnička gegen das Dorf Olešínky ein. Jan Kladny trat Krokočín wenig später an den Besitzer der Herrschaft Namiest, Stephan von Lomnitz ab.
Im Jahre 1842 bestand das im Znaimer Kreis gelegene Dorf Krokotschin bzw. Krokočjn aus 27 Häusern, in denen 217 Personen lebten. Pfarrort war Jeneschau. Bis zur Mitte des 19. Jahrhunderts blieb Krokotschin der Fideikommissgrafschaft Namiest untertänig.
Nach der Aufhebung der Patrimonialherrschaften bildete Krokočín / Krokoczyn ab 1849 eine Gemeinde im Gerichtsbezirk Namiest. Ab 1869 gehörte Krokočín zum Bezirk Trebitsch. Zu dieser Zeit hatte das Dorf 264 Einwohner und bestand aus 28 Häusern. 1894 erfolgte der Bau einer Schule. 1896 wurde Krokočín in den Bezirk Groß Meseritsch und Gerichtsbezirk Groß Bittesch umgegliedert. Im Jahre 1900 lebten in Krokočín 321 Personen; 1910 waren es 299. Beim Zensus von 1921 lebten in den 46 Häusern der Gemeinde 284 Tschechen. Die Freiwillige Feuerwehr wurde 1929 gegründet. Im Jahre 1930 bestand Krokočín aus 50 Häusern und hatte 211 Einwohner. Zwischen 1939 und 1945 gehörte Krokočín / Krokotschin zum Protektorat Böhmen und Mähren. 1948 wurde die Gemeinde dem Okres Velká Bíteš zugeordnet. Im Jahre 1950 hatte Krokočín 254 Einwohner. Die Gründung der JZD Krokočín erfolgte 1957. Im Zuge der Gebietsreform und der Aufhebung des Okres Velká Bíteš wurde die Gemeinde am 1. Juli 1960 dem Okres Třebíč zugewiesen. Seit 2000 führt die Gemeinde ein Wappen und Banner; die Weihe erfolgte im Rahmen der Feierlichkeiten zum 650. Jahrestag der Ersterwähnung. Beim Zensus von 2001 lebten in den 81 Häusern von Krokočín 217 Personen.

## Sehenswürdigkeiten
- Kapelle der Jungfrau Maria

## Söhne und Töchter der Gemeinde
- Matouš z Krokočína, auch Matouš Krokočínský († 1632), Drucker der Kralitzer Bibel
- Ludvík Marek (1891–1938), tschechoslowakischer Politiker